# Nieuwbrug (Dordrecht)
De Nieuwbrug is een gietijzeren vaste brug uit 1851, die de grens markeert tussen de Wijnhaven en de Voorstraatshaven in de stad Dordrecht, in de Nederlandse provincie Zuid-Holland. De Nieuwbrug is sinds 1989 een rijksmonument. De fiets-/voetgangersbrug, met een lengte van 34 m, heeft drie doorvaartopeningen. In de middelste doorvaart bevond zich een smal deel in het wegdek dat geopend kon worden om schepen met een mast door te laten; de brugleuning kon worden uitgenomen. De voormalige klep is nog steeds herkenbaar in het wegdek; de brugleuning is vastgezet.
In 1698 stond op deze plaats een stenen boogbrug. In 1312 bestond er al een smal houten bruggetje op de locatie. De huidige brug is gebouwd door ijzergieterij D.A. Schretlen & Co uit Leiden.

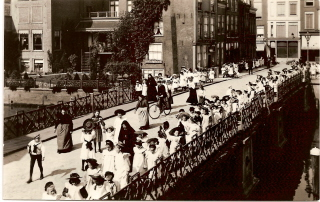
De Nieuwbrug in 1910